# Ženich

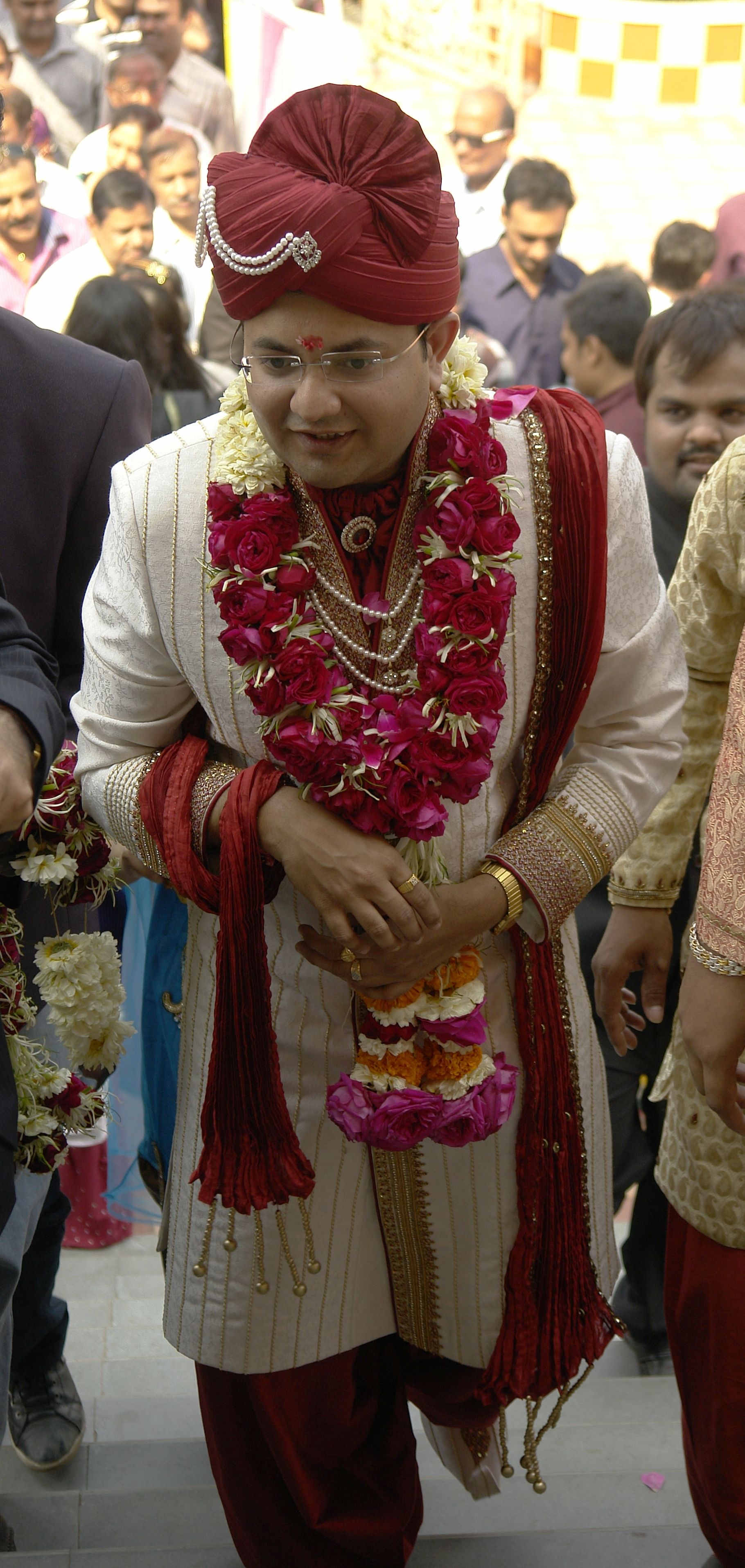
Hindský ženich

Ženich je muž, který je takto označován v den své svatby s nevěstou. Svatba se v souvislosti s mužem označuje jako jeho ženitba, muž beroucí si nevěstu za ženu se žení a sňatkem se ze svobodného muže stává ženatý.
Na českých svatbách bývá tradičně oblečen do tmavého obleku s bílou košilí. Jeho klopu zdobí snítka myrty, kterou mívají připnutou i ostatní svatebčané (svatební hosté). Jeho pravou rukou v den svatby (a zejména v době přípravy na svatbu) bývá jeho svědek (anglicky best man – nejlepší muž).